# Most kolejowy nad Kanałem Bydgoskim

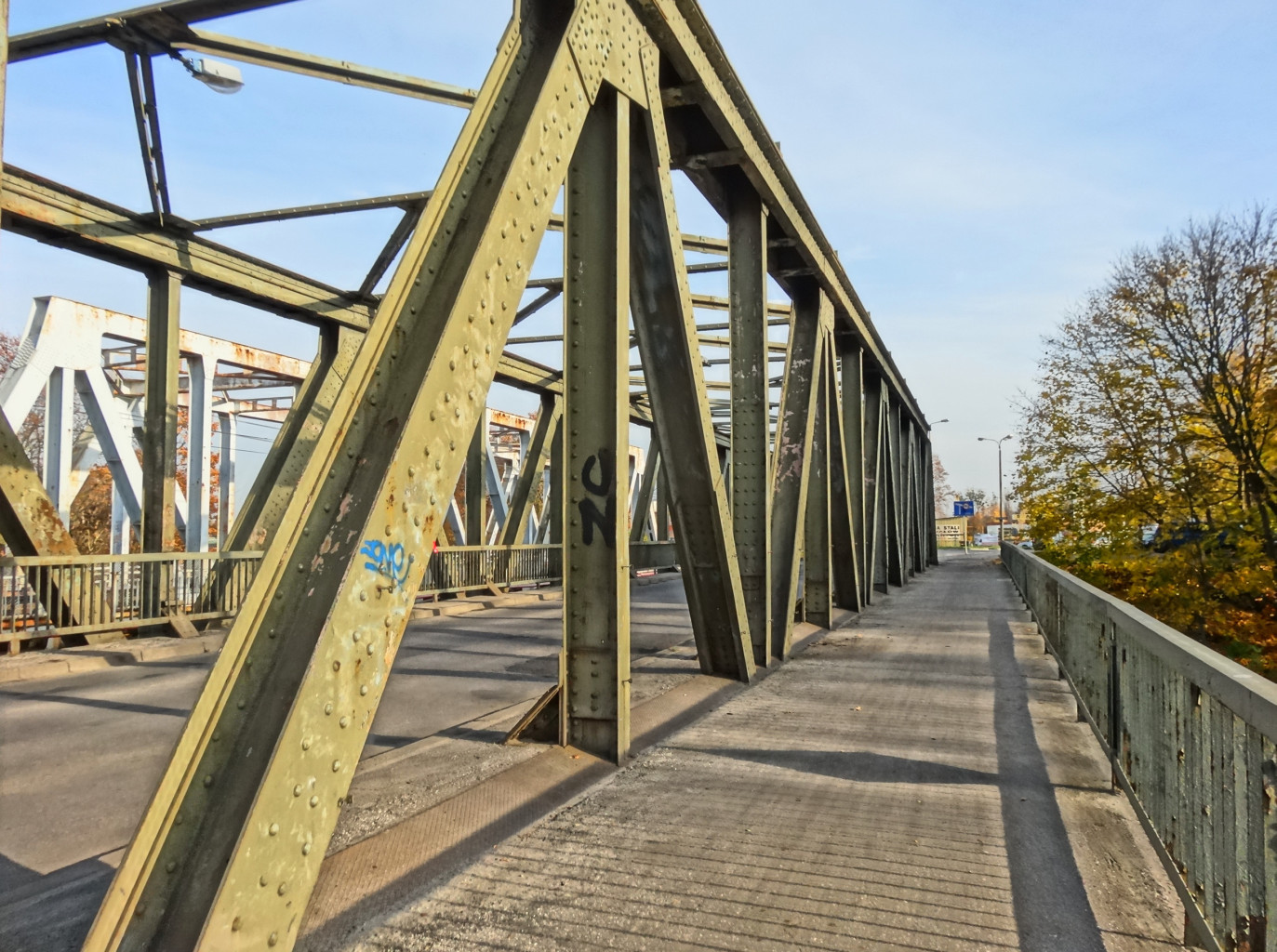
Konstrukcja mostu drogowego z 1913 roku, zamontowana w 1983 roku

Mosty kolejowo-drogowe nad Kanałem Bydgoskim – dwa mosty: kolejowy i drogowy, stalowe kratownicowe na Kanale Bydgoskim w Bydgoszczy. Oba posiadają podobną formę, przy czym most drogowy posiada konstrukcję ze zdemontowanego mostu kolejowego z 1913 roku

## Lokalizacja
Mosty spinają oba brzegi nowego odcinka Kanału Bydgoskiego (zbudowanego w 1913 r.) w zachodniej części Bydgoszczy na osiedlu Flisy. Obiekty usytuowane są skośnie do Kanału Bydgoskiego (44°).
Mostem kolejowym przebiega linia kolejowa nr 18 Kutno – Bydgoszcz – Piła, natomiast drogowym ulica Mińska. Około 350 m na zachód od mostu znajduje się przystanek kolejowy Bydgoszcz Zachód. W sąsiedztwie obiektu znajduje się śluza Czyżkówko na Kanale Bydgoskim.

## Historia
Most kolejowy zbudowano w latach 1910–1913 w związku z powstaniem nowego odcinka Kanału Bydgoskiego o długości 1,63 km, który kolidował z istniejącą dwutorową linią kolejową wiodącą z Bydgoszczy do Piły. Wzniesiono most kratownicowy, podobny do istniejącego od 1862 r. Mostu Portowego.
W 1945 roku most uległ niewielkim uszkodzeniom w wyniku działań wojennych, lecz po naprawie przywrócono go do eksploatacji rok później. W 1973 dawny kratownicowy most kolejowy na skutek braku możliwości zawieszenia trakcji elektrycznej zdemontowano, a w jego miejscu zbudowano nowy most kolejowy o formie nawiązującej do starszego. Zdemontowane przęsło starego mostu ułożono po północnej stronie linii kolejowej, a PKP podarowały je miastu, które 5 lat później zadecydowało o wykorzystaniu go do budowy mostu drogowego po podjęciu decyzji o przedłużeniu ulicy Mińskiej do ul. Bronikowskiego. Autorem projektu był mgr inż. Konrad Kubiński z Biura Projektów Kolejowych w Gdańsku. Montaż konstrukcji wymagał przeniesienia gotowego przęsła z północnej na południową stronę mostu kolejowego. Montaż przęsła na przyczółkach miał miejsce w latach 1982–1983. Wykonawcą było Płockie Przedsiębiorstwo Robót Mostowych. Na surowej konstrukcji stalowej – oryginalnej z 1913 r. – wykonano żelbetową płytę pomostu, nawierzchnię jezdni oraz chodniki. W 1992 roku firma Rawex z Bydgoszczy wykonała remont mostu drogowego, polegający na zabezpieczeniu antykorozyjnym i umocnieniu skarp wokół przyczółków.
Obecnie istnieją obok siebie dwa bliźniacze mosty o konstrukcji kratowej.
23 stycznia 2017, z powodu stwierdzonego uszkodzenia nawierzchni i płyty pomostu (prawdopodobnie przez przeładowany samochód ciężarowy) i konieczności wykonania ekspertyzy dopuszczającej dalszą eksploatację obiektu, most drogowy został zamknięty dla ruchu. 15 lutego 2017 rozpoczęto prace zabezpieczające mostu, które zakończono 28 lutego 2017, dopuszczając po nim do czasu przeprowadzenia kapitalnego remontu wyłącznie ruch pojazdów o masie do 2,5 tony. 21 grudnia 2017 ogłoszono przetarg na realizację tego zadania. W jego ramach przewidziano między innymi rozbiórkę starej konstrukcję pomostu i wykonanie nowej o zwiększonej nośności, wykonanie odwodnienia, remont przyczółków, chodników, dojazdów, zastosowanie nowych barieroporęczy oraz wypiaskowanie i odmalowanie mostu i jego zabezpieczenie przed korozją. Wartość prac szacowano na 5,1-6,4 mln zł. Wymiary tego obiektu to: długość – ok. 55 m, szerokość – ok. 13 m, wysokość konstrukcji – ok. 7 m, szerokość jezdni – 6 m.
Do przetargu przystąpiły trzy przedsiębiorstwa: Want z Tczewa, Freyssinet Polska z Warszawy oraz Gotowski z Bydgoszczy. Wygrała firma Want, która koszt inwestycji oszacowała na nieco ponad pięć milionów złotych. Realizacja zadania od momentu podpisania umowy trwać miała około ośmiu miesięcy. Prace rozpoczęto 13 czerwca 2018, co wiązało się z zamknięciem mostu dla pojazdów samochodowych, a ich zakończenie nastąpiło 29 listopada 2018.
Równolegle, na zlecenie PKP PLK przeprowadzono również remont sąsiedniego mostu kolejowego. Zakres prac obejmował między innymi oczyszczenie i odmalowanie stalowej konstrukcji, ułożenie nowych torów oraz szereg robót poprawiających bezpieczeństwo. Wartość prac wyniosła ponad 2 mln zł.

## Dane techniczne

### Most kolejowy
Most zbudowano w 1973 roku jako stalowy, jednoprzęsłowy, kratowy z jazdą dołem, o długości całkowitej 58,45 m. Konstrukcję nośną stanowi kratownica o połączeniach nitowanych. Rozstaw dźwigarów głównych wynosi 8,62 m, a ich wysokość 7,4 m. Przestrzeń żeglowna pod obiektem wynosi 4,7 × 24 m. Po moście mogą poruszać się pociągi o nacisku osi nie przekraczającej 20 ton. Obiektem zarządza Zakład Linii Kolejowych w Bydgoszczy.

### Most drogowy
Most zamontowano na podporach w 1983 roku. Jego konstrukcja stalowa o ciężarze ok. 350 ton pochodzi w oryginalnej formie ze zdemontowanego w 1973 roku mostu kolejowego wybudowanego obok w latach 1910–1913. Obiekt jest jednoprzęsłowy, w formie kratownicy stalowej z jazdą dołem, o długości całkowitej 55,95 m i szerokości 12,95 m. Pomost składa się z jezdni o szerokości 6 m i chodników (2,7 + 0,9 m). Przestrzeń żeglowna pod obiektem wynosi 4,7 × 35 m. Nośność użytkowa wynosi 30 ton. Obiektem dysponuje Zarząd Dróg Miejskich i Komunikacji Publicznej w Bydgoszczy.